# Borophryne apogon
Borophryne apogon is een straalvinnige vissensoort uit de familie van linophryden (Linophrynidae). De wetenschappelijke naam van de soort is voor het eerst geldig gepubliceerd in 1925 door Regan.